# Stena Horizon
Lo Stena Horizon è un traghetto appartenente alla compagnia di navigazione svedese Stena Line.

## Servizio
Varato il 12 dicembre 2005 nel cantiere Navali Visentini di Porto Viro con il nome di Cartour Beta e consegnato il 24 maggio 2006 alla controllata Levantina Trasporti, viene subito girato in noleggio alla Caronte & Tourist ed il 29 maggio prende servizio nei collegamenti tra Messina e Salerno.
Il 9 novembre 2010 viene trasferito nei collegamenti tra Salerno e Termini Imerese.

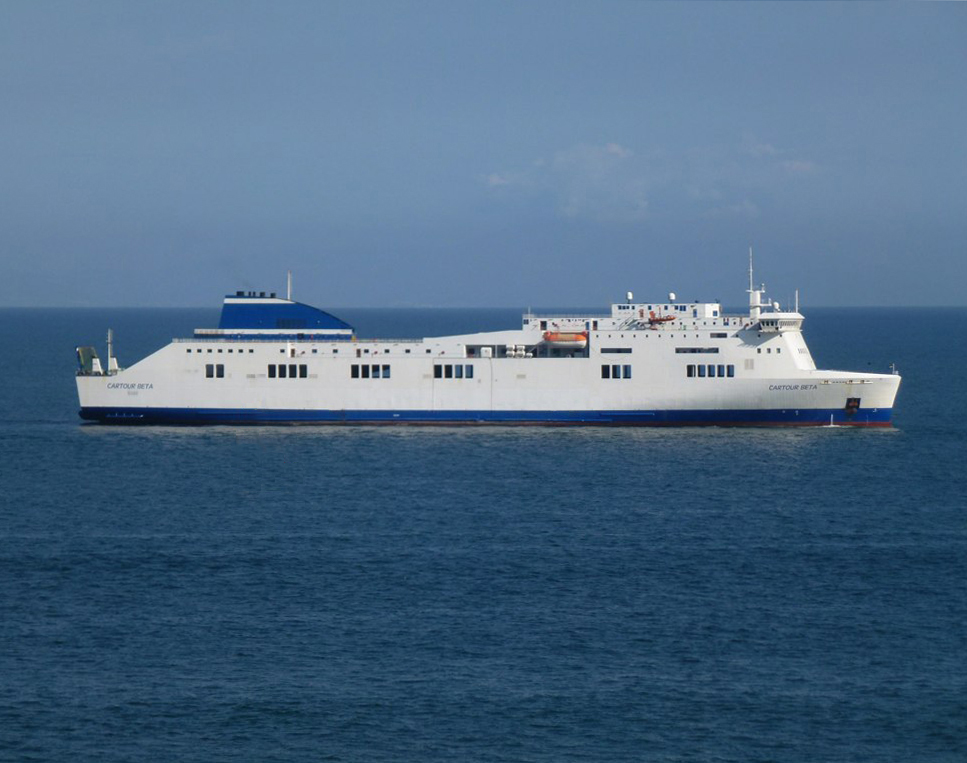
Il Cartour Beta in navigazione nel 2011.

Il 30 maggio 2011 viene disarmato a Messina.
Il 20 giugno 2011 viene noleggiato alla GNV e prende servizio nei collegamenti tra Genova e Porto Torres.
Da luglio ad agosto 2011 opera nei collegamenti tra Genova e Tunisi. Nello stesso mese, termina il noleggio e torna in disarmo a Messina.
Nell'ottobre del 2011 viene noleggiato alla Celtic Link e, ribattezzato Celtic Horizon, prende servizio il 22 ottobre nei collegamenti tra Rosslare e Cherbourg.
Il 31 marzo 2014 viene noleggiato alla Stena Line e, ribattezzato Stena Horizon, continua ad operare sulla stessa rotta.
Dal 31 gennaio al 7 marzo 2016 opera nei collegamenti tra Dublino e Holyhead. Nello stesso mese torna in servizio sulla Rosslare-Cherbourg.

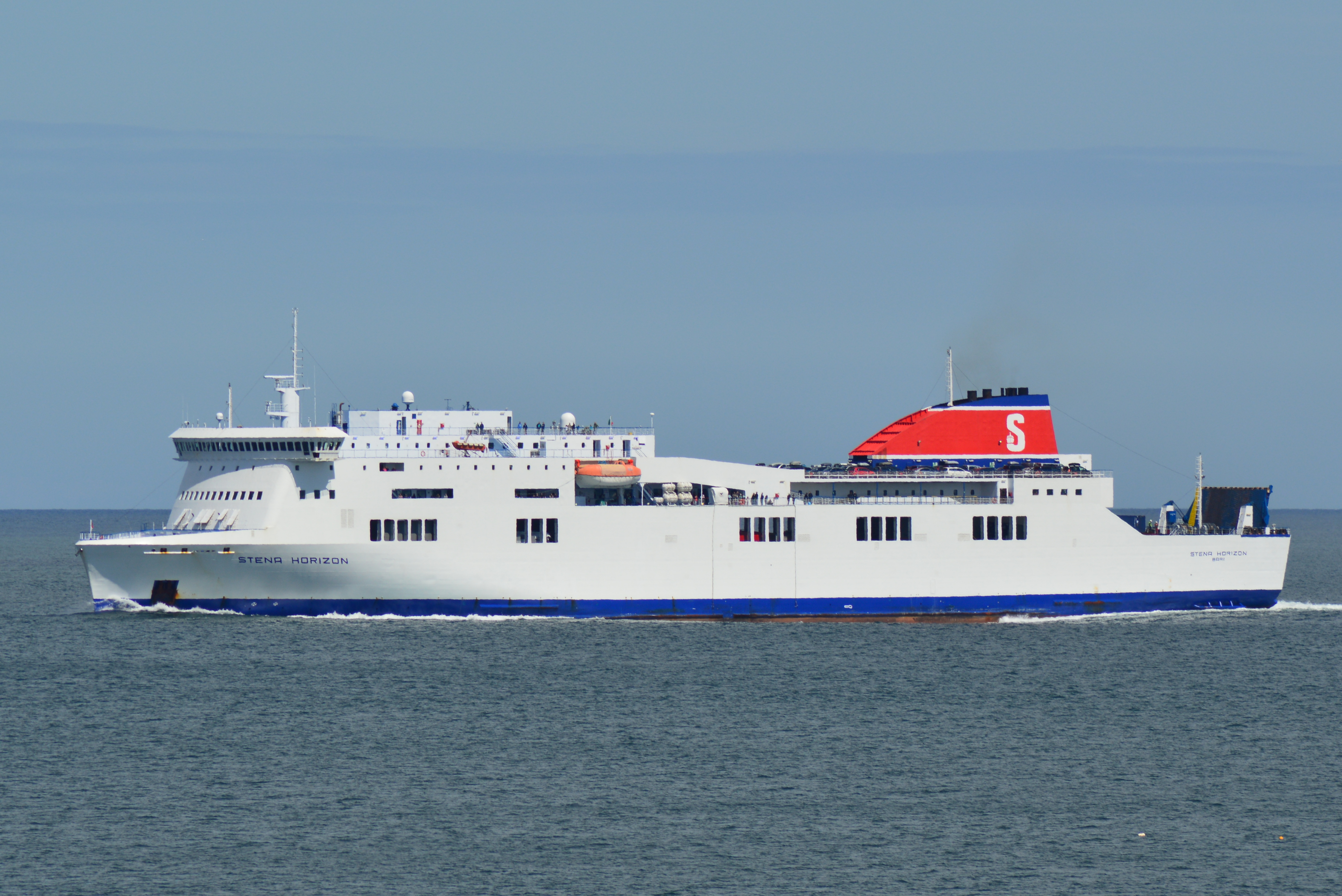
Lo Stena Horizon in arrivo a Rosslare nel 2016.

Il 30 settembre 2020 viene trasferito nei collegamenti tra Dublino e Holyhead.
Dal 23 gennaio al 3 febbraio 2021 opera nei collegamenti tra Rosslare e Cherbourg.
Il 14 febbraio 2021 viene trasferito nei collegamenti tra Birkenhead e Belfast.
Dal 2 marzo al 24 maggio 2021 opera nei collegamenti tra Dublino e Holyhead. Il giorno seguente torna in servizio sulla Rosslare-Cherbourg.
Dal 9 gennaio al 10 febbraio opera nei collegamenti tra Hoek van Holland e Harwich.
Il 15 febbraio 2024 torna sulla Dublino-Birkenhead.
Nell'ottobre del 2024 viene ceduto a titolo definitivo alla Stena Line.
Dal 14 marzo al 15 aprile 2025 opera nei collegamenti tra Dublino e Holyhead.
Il 25 aprile 2025 prende servizio nei collegamenti tra Liepāja e Travemünde in sostituzione dello Stena Livia.

## Navi gemelle
- Sorrento
- Catania
- Florencia
- Venezia
- Stena Scandica
- Stena Baltica
- Livia
- Corfù
- Connemara
- Ciudad de Palma
- Stena Flavia
- GNV Sealand
- Norman Atlantic
- Hedy Lamarr
- Cartour Delta
- Epsilon
- Hypatia De Alejandria
- Marie Curie
- GNV Bridge